# Óföldeák, Csongrád
Óföldeák  este un sat în districtul Makó, județul Csongrád, Ungaria, având o populație de 459 de locuitori (2011). 

## Demografie
Componența etnică a satului Óföldeák
     Maghiari (97,81%)
     Români (2,19%)
Componența confesională a satului Óföldeák
     Romano-catolici (56,64%)
     Fără religie (21,35%)
     Reformați (12,42%)
     Greco-catolici (1,74%)
     Necunoscută (6,1%)
     Alte religii (1,74%)
Conform recensământului din 2011, satul Óföldeák avea 459 de locuitori. Din punct de vedere etnic, majoritatea locuitorilor (97,81%) erau maghiari, cu o minoritate de români (2,19%).  Din punct de vedere confesional, majoritatea locuitorilor (56,64%) erau romano-catolici, existând și minorități de persoane fără religie (21,35%), reformați (12,42%) și greco-catolici (1,74%). Pentru 6,1% din locuitori nu este cunoscută apartenența confesională.